# Elesbão Veloso
Elesbão Veloso é um município brasileiro do estado do Piauí. Localizada no centro do estado, esta distante da capital, Teresina, em 165 km. Com clima semiárido, sua vocação é a pecuária voltada para caprinocultura, tanto que é conhecida como a terra do bode.
Antes da emancipação do município, era conhecida como povoado Coroatá (nome este dado em virtude da grande quantidade de frutos de coroatá encontrado na região), pois localiza-se às margens de um riacho que leva o mesmo nome. Quando da emancipação recebeu o atual nome em honra ao diretor da Empresa de Correios e Telégrafos que instalou uma agência da empresa no povoado.

## Geografia
Localiza-se a uma latitude 06º12'07" sul e a uma longitude 42º08'25" oeste, estando a uma altitude de 203 metros. Sua população estimada em 2018 foi de 14.630 habitantes.